# Grand Prix 2008
Royal London Watches Grand Prix 2008 − trzeci rankingowy turniej sezonu snookerowego 2008/2009. W dniach 11–19 października miejscem jego rozegrania była hala widowiskowa Scottish Exhibition and Conference Centre w Glasgow. Obrońcą tytułu mistrzowskiego był Marco Fu, który przegrał w meczu drugiej rundy z Ronniem O’Sullivanem 1:5.
Turniej zakończył się zwycięstwem faworyta gospodarzy Johna Higginsa, który w finale pokonał Ryana Daya 9:7. Dla Higginsa był to już czwarty triumf w Grand Prix.
W Polsce turniej transmitowała stacja Eurosport.

## Nagrody
Zwycięzca: £75 000

II miejsce: £35 000

Półfinalista: £20 000

Ćwierćfinalista: £12 000

Last 16: £9 550

Last 32: £7 100

Last 48: £4 650

Last 64: £2 200
Najwyższy break kwalifikacji: £500

Najwyższy break fazy zasadniczej turnieju: £4 000
Maksymalny break w kwalifikacjach: £1 000

Maksymalny break w fazie zasadniczej turnieju: £20 000
Łączna pula nagród: £523 100

## Format Gry
Po raz trzeci z rzędu w turnieju Grand Prix obowiązywał eksperymentalny format gry. Wprawdzie została zachowana klasyczna drabinka turniejowa, lecz w przeciwieństwie do wszystkich innych zawodów, gdzie drabinka jest odgórnie ustalona, pary każdej rundy (do półfinałów włącznie) były losowane po zakończeniu pojedynków danej fazy.
Jedyne rozstawienie obowiązywało w pierwszej rundzie, gdzie zawodnicy z najlepszej "16" oficjalnego rankingu zmierzyli się ze zwycięzcami meczów kwalifikacyjnych.

## Wydarzenia związane z turniejem
- Graeme Dott wycofał się z turnieju wskutek złamania nadgarstka, którego doznał przed Shanghai Masters.
- Peter Ebdon w drugim frejmie meczu drugiej rundy z Jamiem Cope’em nieskutecznie atakował breaka maksymalnego. Podejście zakończyło się na 122 punktach po spudłowaniu stosunkowo łatwej bili zielonej.
- Obrońca tytułu mistrzowskiego Marco Fu przegrał w meczu drugiej rundy z Ronniem O’Sullivanem 1-5.
- Peter Ebdon podczas ostatniego frame’a w meczu z Cope’em położył się na chwilę na podłodze (na plecach). Był to gest odnoszący się do faktu, iż Cope, będąc w pozycji snookera, odpowiedział przypadkowo innym snookerem. Po podniesieniu się z podłogi Ebdon nie potrafił wyjść z tej pozycji i pozostawił grę Cope’owi, a ten w jednym podejściu do stołu wygrał mecz.[2]
- Ryan Day po raz trzeci dotarł do finału turnieju rankingowego, lecz żadnego z nich nie wygrał. Poprzednio przegrywał w finałach Malta Cup 2007 oraz Shanghai Masters 2007.
- Zwycięstwo Johna Higginsa w tym turnieju było pierwszym zwycięstwem w turnieju rankingowym tego zawodnika od 18 miesięcy. Poprzednio zwyciężył w maju 2007 roku, w snookerowych mistrzostwach świata 2007.

## Zawodnicy

### Zawodnicy rozstawieni
W turnieju na 1. pozycji rozstawiony został obrońca tytułu. Turniejowy numer 2. otrzymał ówczesny Mistrz świata. Kolejne miejsca zostały obsadzone według kolejności na liście rankingowej na sezon 2008/2009:
| 1. Marco Fu (obrońca tytułu) (2R) 2. Ronnie O’Sullivan MBE (QF) 3. Stephen Maguire (1R) 4. Shaun Murphy (1R) 5. Mark Selby (2R) 6. John Higgins MBE (W) 7. Stephen Hendry (2R) 8. Allister Carter (SF) | 1. Ryan Day (F) 2. Peter Ebdon (2R) 3. Neil Robertson (1R) 4. Ding Junhui (QF) 5. Joe Perry (2R) 6. Graeme Dott (1R) 7. Mark King (1R) 8. Mark Allen (1R) |

### Zawodnicy nierozstawieni
Poniżsi zawodnicy uzyskali awans do turnieju Grand Prix poprzez udział w kwalifikacjach (w nawiasie numer zajmowany na liście rankingowej):
| - Jamie Cope (19) - Barry Hawkins (26) - Dave Harold (28) - Steve Davis (29) - Anthony Hamilton (31) - Michael Holt (34) - Ricky Walden (35) - Adrian Gunnell (36) | - Andrew Higginson (38) - John Parrott (39) - Liang Wenbo (40) - Judd Trump (41) - David Gilbert (43) - Jamie Burnett (45) - Jimmy Michie (46) - Simon Bedford (nkl) |

## Rozegrane mecze

### Pierwsza runda
Pogrubioną czcionką zaznaczono gracza, który awansował do drugiej rundy.
Mecze rozgrywane 11 października
- John Higgins –  Anthony Hamilton 5:0
- Joe Perry –  Barry Hawkins 5:3

Mecze rozgrywane 12 października
- Stephen Hendry –  David Gilbert 5:4
- Neil Robertson –  Steve Davis 4:5
- Marco Fu –  Jimmy Michie 5:2
- Mark Allen –  Michael Holt 1:5
- Graeme Dott (walkower) –  Judd Trump (automatyczny awans do drugiej rundy)
- Ryan Day –  Ricky Walden 5:4

Mecze rozgrywane 13 października
- Stephen Maguire –  Jamie Cope 1:5
- Ding Junhui –  Jamie Burnett 5:0
- Mark Selby –  Andrew Higginson 5:0
- Peter Ebdon –  Simon Bedford 5:1

Mecze rozgrywane 14 października
- Ronnie O’Sullivan –  Liang Wenbo 5:2
- Allister Carter –  Dave Harold 5:4
- Shaun Murphy –  Adrian Gunnell 3:5
- Mark King –  John Parrott 3:5

### Druga runda
W drugiej rundzie zostało rozegranych osiem spotkań. Poniższe pary zostały wylosowane bez uwzględnienia rankingu (rozstawienia).
Mecze rozgrywane 15 października
- John Higgins –  Stephen Hendry 5:2
- Ding Junhui –  Michael Holt 5:2
- Adrian Gunnell –  Steve Davis 4:5
- Judd Trump –  Joe Perry 5:2

Mecze rozgrywane 16 października
- Marco Fu –  Ronnie O’Sullivan 1:5
- Jamie Cope –  Peter Ebdon 5:4
- Mark Selby –  Ryan Day 4:5
- John Parrott –  Allister Carter 0:5

### Ćwierćfinały
Pary wylosowano bez rozstawienia.
Mecze rozegrano 17 października
- Ronnie O’Sullivan –  Judd Trump 4:5
- Allister Carter –  Steve Davis 5:3
- Ding Junhui –  John Higgins 3:5
- Jamie Cope –  Ryan Day 1:5

### Półfinały
Pary wylosowano bez rozstawienia
Mecze rozegrano 18 października
- John Higgins –  Judd Trump 6:4
- Ryan Day –  Allister Carter 6:5

## Finał
| Finał: Do 9 frame’ów Scottish Exhibition and Conference Centre, Glasgow, Szkocja, 19 października 2008. Sędzia: Eirian Williams                                                       |                    |          |
| John Higgins | 9-7                | Ryan Day |
| Sesja popołudniowa: 77-39 86-47 (85) 24-89 (64) 90-0 (57) 73-4 (52) 4-119 (82) 69-21 (65) Sesja wieczorna: 79-4 (62) 63-52 (52) 8-69 (69) 65-74 0-89 (89) 46-61 81-11 0-83 (83) 74-36 |                    |          |
| 85 | Najwyższy break    | 89       |
| 0 | Breaki stupunktowe | 0        |
| 6 | Breaki 50-punktowe | 5        |

## Breaki stupunktowe fazy zasadniczej turnieju
- Marco Fu 139, 116
- Mark Selby 135, 102, 100
- John Higgins 134, 127
- Ryan Day 129, 120, 115, 112, 104
- Ding Junhui 129
- Shaun Murphy 126
- David Gilbert 123
- Peter Ebdon 122, 100
- Allister Carter 111, 107, 107
- Michael Holt 105
- Ronnie O’Sullivan 104, 103
- Adrian Gunnell 104
- Dave Harold 104
- Stephen Hendry 104
- Ricky Walden 103

## Statystyki turnieju

### Statystyki pierwszej rundy
|                   | Państwo           | Il. zawodników | % zawodników |
| ----------------- | ----------------- | -------------- | ------------ |
| Anglia            | Anglia            | 20             | 62,50%       |
| Szkocja           | Szkocja           | 5              | 15,63%       |
|                   | Chiny             | 2              | 6,25%        |
| Walia             | Walia             | 1              | 3,13%        |
| Irlandia Północna | Irlandia Północna | 1              | 3,13%        |
| Australia         | Australia         | 1              | 3,13%        |
| Hongkong          | Hongkong          | 1              | 3,13%        |

- Liczba uczestników rundy: 32 zawodników
- Liczba rozstawionych zawodników w rundzie: 16
- Liczba nierozstawionych zawodników w rundzie: 16
- Liczba rozegranych partii (maksymalnie możliwa): 112 (144)
- Średnia liczba partii w meczu: 7,00
- Najwyższe zwycięstwo: 5:0
- Liczba meczów rozstrzygniętych w ostatniej partii: 4

### Statystyki drugiej rundy
|          | Państwo  | Il. zawodników | % zawodników |
| -------- | -------- | -------------- | ------------ |
| Anglia   | Anglia   | 11             | 68,75%       |
| Szkocja  | Szkocja  | 2              | 12,50%       |
|          | Chiny    | 2              | 12,50%       |
| Walia    | Walia    | 1              | 6,25%        |
| Hongkong | Hongkong | 1              | 6,25%        |

- Liczba uczestników rundy: 16 zawodników
- Liczba rozstawionych zawodników w rundzie: 10
- Liczba nierozstawionych zawodników w rundzie: 6
- Liczba rozegranych partii (maksymalnie możliwa): 59 (72)
- Średnia liczba partii w meczu: 7,38
- Najwyższe zwycięstwo: 5:0
- Liczba meczów rozstrzygniętych w ostatniej partii: 3

### Statystyki ćwierćfinałów
|         | Państwo | Il. zawodników | % zawodników |
| ------- | ------- | -------------- | ------------ |
| Anglia  | Anglia  | 5              | 62,50%       |
| Szkocja | Szkocja | 1              | 12,50%       |
|         | Chiny   | 1              | 12,50%       |
| Walia   | Walia   | 1              | 12,50%       |

- Liczba uczestników rundy: 8 zawodników
- Liczba rozstawionych zawodników w rundzie: 5
- Liczba nierozstawionych zawodników w rundzie: 3
- Liczba rozegranych partii (maksymalnie możliwa): 31 (36)
- Średnia liczba partii w meczu: 7,75
- Najwyższe zwycięstwo: 5:1
- Liczba meczów rozstrzygniętych w ostatniej partii: 1

### Statystyki półfinałów
|         | Państwo | Il. zawodników | % zawodników |
| ------- | ------- | -------------- | ------------ |
| Anglia  | Anglia  | 2              | 50,00%       |
| Szkocja | Szkocja | 1              | 25,00%       |
| Walia   | Walia   | 1              | 25,00%       |

- Liczba uczestników rundy: 4 zawodników
- Liczba rozstawionych zawodników w rundzie: 3
- Liczba nierozstawionych zawodników w rundzie: 1
- Liczba rozegranych partii (maksymalnie możliwa): 21 (22)
- Średnia liczba partii w meczu: 10,50
- Najwyższe zwycięstwo: 6:4
- Liczba meczów rozstrzygniętych w ostatniej partii: 1

## Kwalifikacje
Mecze kwalifikacyjne odbyły się w dniach 22 – 25 września 2008 roku w Pontin’s Centre w Prestatyn w Walii. Wyłoniły one 16 zawodników, którzy w pierwszej rundzie turnieju zmierzyli się z najlepszą 16 światowego rankingu snookerowego.

## Drabinka kwalifikacji
|  | Runda 1 Do 5 wygranych partii | Runda 1 Do 5 wygranych partii | Runda 1 Do 5 wygranych partii |  | Runda 2 Do 5 wygranych partii | Runda 2 Do 5 wygranych partii | Runda 2 Do 5 wygranych partii |  | Runda 3 Do 5 wygranych partii | Runda 3 Do 5 wygranych partii | Runda 3 Do 5 wygranych partii |  | Runda 4 Do 5 wygranych partii | Runda 4 Do 5 wygranych partii | Runda 4 Do 5 wygranych partii |
|  |                               |                               |                               |  |                               |                               |                               |  |                               |                               |                               |  |                               |                               |                               |
|  |                               | Paul Davison                  | 4                             |  |                               | Martin Gould                  | 2                             |  |                               | John Parrott                  | 5                             |  |                               | Ken Doherty                   | 0                             |
|  |                               | Atthasit Mahitthi             | 5                             |  |                               | Atthasit Mahitthi             | 5                             |  |                               | Atthasit Mahitthi             | 4                             |  |                               | John Parrott                  | 5                             |
|  |                               |                               |                               |  |                               |                               |                               |  |                               |                               |                               |  |                               |                               |                               |
|  |                               | James McBain                  | 5                             |  |                               | Mark Joyce                    | 5                             |  |                               | Ricky Walden                  | 5                             |  |                               | Joe Swail                     | 3                             |
|  |                               | Andrew Pagett                 | 4                             |  |                               | James McBain                  | 0                             |  |                               | Mark Joyce                    | 1                             |  |                               | Ricky Walden                  | 5                             |
|  |                               |                               |                               |  |                               |                               |                               |  |                               |                               |                               |  |                               |                               |                               |
|  |                               | Jimmy White                   | 5                             |  |                               | David Gray                    | 3                             |  |                               | Michael Holt                  | 5                             |  |                               | Michael Judge                 | 2                             |
|  |                               | Michael Georgiou              | 1                             |  |                               | Jimmy White                   | 5                             |  |                               | Jimmy White                   | 3                             |  |                               | Michael Holt                  | 5                             |
|  |                               |                               |                               |  |                               |                               |                               |  |                               |                               |                               |  |                               |                               |                               |
|  |                               | Lewis Roberts                 | 2                             |  |                               | Barry Pinches                 | 4                             |  |                               | Jimmy Michie                  | 5                             |  |                               | Dominic Dale                  | 4                             |
|  |                               | Andy Lee                      | 5                             |  |                               | Andy Lee                      | 5                             |  |                               | Andy Lee                      | 2                             |  |                               | Jimmy Michie                  | 5                             |
|  |                               |                               |                               |  |                               |                               |                               |  |                               |                               |                               |  |                               |                               |                               |
|  |                               | Lee Spick                     | 3                             |  |                               | Robert Milkins                | 3                             |  |                               | Gerard Greene                 | 4                             |  |                               | Dave Harold                   | 5                             |
|  |                               | Jin Long                      | 5                             |  |                               | Jin Long                      | 5                             |  |                               | Jin Long                      | 5                             |  |                               | Jin Long                      | 0                             |
|  |                               |                               |                               |  |                               |                               |                               |  |                               |                               |                               |  |                               |                               |                               |
|  |                               | Peter Lines                   | 5                             |  |                               | David Roe                     | 2                             |  |                               | Tom Ford                      | 5                             |  |                               | Steve Davis                   | 5                             |
|  |                               | Declan Hughes                 | 1                             |  |                               | Peter Lines                   | 5                             |  |                               | Peter Lines                   | 2                             |  |                               | Tom Ford                      | 4                             |
|  |                               |                               |                               |  |                               |                               |                               |  |                               |                               |                               |  |                               |                               |                               |
|  |                               | Simon Bedford                 | 5                             |  |                               | Andy Hicks                    | 4                             |  |                               | Mike Dunn                     | 2                             |  |                               | Mark Williams                 | 4                             |
|  |                               | Liu Chuang                    | 2                             |  |                               | Simon Bedford                 | 5                             |  |                               | Simon Bedford                 | 5                             |  |                               | Simon Bedford                 | 5                             |
|  |                               |                               |                               |  |                               |                               |                               |  |                               |                               |                               |  |                               |                               |                               |
|  |                               | Scott MacKenzie               | 5                             |  |                               | Paul Davies                   | 5                             |  |                               | Alan McManus                  | 5                             |  |                               | Anthony Hamilton              | 5                             |
|  |                               | Robert Stephen                | 1                             |  |                               | Scott MacKenzie               | 2                             |  |                               | Paul Davies                   | 1                             |  |                               | Alan McManus                  | 4                             |
|  |                               |                               |                               |  |                               |                               |                               |  |                               |                               |                               |  |                               |                               |                               |
|  |                               | Rodney Goggins                | 2                             |  |                               | Stuart Pettman                | 1                             |  |                               | Adrian Gunnell                | 5                             |  |                               | Stuart Bingham                | 4                             |
|  |                               | Vincent Muldoon               | 5                             |  |                               | Vincent Muldoon               | 5                             |  |                               | Vincent Muldoon               | 4                             |  |                               | Adrian Gunnell                | 5                             |
|  |                               |                               |                               |  |                               |                               |                               |  |                               |                               |                               |  |                               |                               |                               |
|  |                               | Matthew Selt                  | 5                             |  |                               | Joe Delaney                   | 1                             |  |                               | David Gilbert                 | 5                             |  |                               | Matthew Stevens               | 2                             |
|  |                               | Wayne Cooper                  | 4                             |  |                               | Matthew Selt                  | 5                             |  |                               | Matthew Selt                  | 4                             |  |                               | David Gilbert                 | 5                             |
|  |                               |                               |                               |  |                               |                               |                               |  |                               |                               |                               |  |                               |                               |                               |
|  |                               | Daniel Wells                  | 4                             |  |                               | Andrew Norman                 | 5                             |  |                               | Jamie Burnett                 | 5                             |  |                               | Ian McCulloch                 | 3                             |
|  |                               | Stefan Mazrocis               | 5                             |  |                               | Stefan Mazrocis               | 3                             |  |                               | Andrew Norman                 | 1                             |  |                               | Jamie Burnett                 | 5                             |
|  |                               |                               |                               |  |                               |                               |                               |  |                               |                               |                               |  |                               |                               |                               |
|  |                               | Patrick Wallace               | 3                             |  |                               | David Morris                  | 4                             |  |                               | Judd Trump                    | 5                             |  |                               | Stephen Lee                   | 2                             |
|  |                               | Aditya Mehta                  | 5                             |  |                               | Aditya Mehta                  | 5                             |  |                               | Aditya Mehta                  | 1                             |  |                               | Judd Trump                    | 5                             |
|  |                               |                               |                               |  |                               |                               |                               |  |                               |                               |                               |  |                               |                               |                               |
|  |                               | Jamie Jones                   | 3                             |  |                               | Rod Lawler                    | 4                             |  |                               | Liang Wenbo                   | 5                             |  |                               | Nigel Bond                    | 0                             |
|  |                               | David Grace                   | 5                             |  |                               | David Grace                   | 5                             |  |                               | David Grace                   | 3                             |  |                               | Liang Wenbo                   | 5                             |
|  |                               |                               |                               |  |                               |                               |                               |  |                               |                               |                               |  |                               |                               |                               |
|  |                               | Supoj Saenla                  | 5                             |  |                               | Liu Song                      | 4                             |  |                               | Rory McLeod                   | 5                             |  |                               | Barry Hawkins                 | 5                             |
|  |                               | Chris McBreen                 | 3                             |  |                               | Supoj Saenla                  | 5                             |  |                               | Supoj Saenla                  | 1                             |  |                               | Rory McLeod                   | 2                             |
|  |                               |                               |                               |  |                               |                               |                               |  |                               |                               |                               |  |                               |                               |                               |
|  |                               | Kuldesh Johal                 | 3                             |  |                               | Ian Preece                    | 4                             |  |                               | Marcus Campbell               | 5                             |  |                               | Jamie Cope                    | 5                             |
|  |                               | Li Hang                       | 5                             |  |                               | Li Hang                       | 5                             |  |                               | Li Hang                       | 3                             |  |                               | Marcus Campbell               | 4                             |
|  |                               |                               |                               |  |                               |                               |                               |  |                               |                               |                               |  |                               |                               |                               |
|  |                               | Matthew Couch                 | 2                             |  |                               | Mark Davis                    | 5                             |  |                               | Andrew Higginson              | 5                             |  |                               | Fergal O’Brien                | 2                             |
|  |                               | Stephen Craigie               | 5                             |  |                               | Stephen Craigie               | 4                             |  |                               | Mark Davis                    | 4                             |  |                               | Andrew Higginson              | 5                             |

## Breaki stupunktowe kwalifikacji
- Aditya Mehta 140
- Peter Lines 135
- David Grace 128
- Anthony Hamilton 121
- Alan McManus 116
- James McBain 114, 102
- Jin Long 114
- David Gilbert 114
- Adrian Gunnell 113, 100
- Supoj Saenla 113
- Rory McLeod 113
- Jimmy White 112
- Paul Davies 109
- Liang Wenbo 109
- Michael Holt 105, 102
- Simon Bedford 104, 102
- Andrew Higginson 104
- Andrew Pagett 103
- Scott McKenzie 102
- Rodney Goggins 101
- Tom Ford 100